# Fonds de cohésion sociale
Le Fonds de cohésion sociale (FCS) est un fonds créé par la loi de programmation pour la cohésion sociale (LPCS) promulguée le 18 janvier 2005, dont la vocation est de « garantir à des fins sociales des prêts à des personnes physiques ou morales et des prêts à des chômeurs ou titulaires de minima sociaux créant leur entreprise » (Article 80 de la LPCS).
Le Fonds, doté par l'État de 73 millions d'euros sur cinq ans, est destiné à accroître les moyens de garantie du micro-crédit.  Sa gestion a été confiée à la Caisse des dépôts. Un Conseil d’orientation, présidé par Michel Camdessus, supervise le suivi et l’emploi des fonds.